# Peucedanum montanum
Peucedanum montanum là một loài thực vật có hoa trong họ Hoa tán. Loài này được Benth. & Hook. f. miêu tả khoa học đầu tiên.